# RWD-13
Die RWD-13 war ein polnisches Reiseflugzeug, das in der Mitte der 1930er Jahre von dem Warschauer Hersteller RWD entwickelt wurde.

## Entwicklung
Rogalski und Drzewiecki konstruierten die RWD-13 als Nachfolger der RWD-6 und RWD-9, die extra für den Challenge de Tourisme International von 1932 bzw. 1934 entwickelt worden waren. Wie diese war die RWD-13 ein abgestrebter Schulterdecker mit starrem Fahrwerk und Vorflügeln. Für den Verwendungszweck als Reiseflugzeug waren aber ein schwächerer Antrieb sowie Plätze für zwei Passagiere vorgesehen.
Der Erstflug erfolgte am 15. Januar 1935 und zog eine Reihe von Bestellungen nach sich. Neben dem für polnische Aeroclubs produzierten Hauptteil der RWD-13 gingen etwa 20 Flugzeuge in den Export. Sie flogen u. a. in Brasilien, Estland, Jemen, Österreich, den USA und Venezuela. Ein Exemplar wurde dem Schah von Persien als Geburtstagsgeschenk der polnischen Regierung übergeben. Vier Flugzeuge flogen im Spanischen Bürgerkrieg auf Seiten der Franco-Truppen Verbindungseinsätze. Zwei RWD-13 (VQ-PAL und VQ-PAM) wurden 1939 von der in Palästina ansässigen Firma Aviron gekauft, die sie zur Pilotenausbildung verwendete. Sie flogen noch 1948 im Palästinakrieg Einsätze auf der Seite Israels. Nach Beginn des Überfalls auf Polen wurde eine Anzahl RWD-13 von der polnischen Armee requiriert. Im weiteren Kriegsverlauf wurden etwa 25–40 Flugzeuge durch Überführung nach Rumänien dem deutschen Zugriff entzogen. 21 überstanden dort das Kriegsende und vier davon wurden anschließend an Polen zurückgegeben, das sie noch einige Jahre eingesetzte.
1937 erschien die Sanitätsversion RWD-13S in fünfzehn Exemplaren. Jugoslawien produzierte sowohl die RWD-13 als auch die RWD-13S in Lizenz.
Je eine RWD-13 befindet sich im Polnischen Luftfahrtmuseum und im Museu da TAM in São Carlos, Brasilien.

## Aufbau

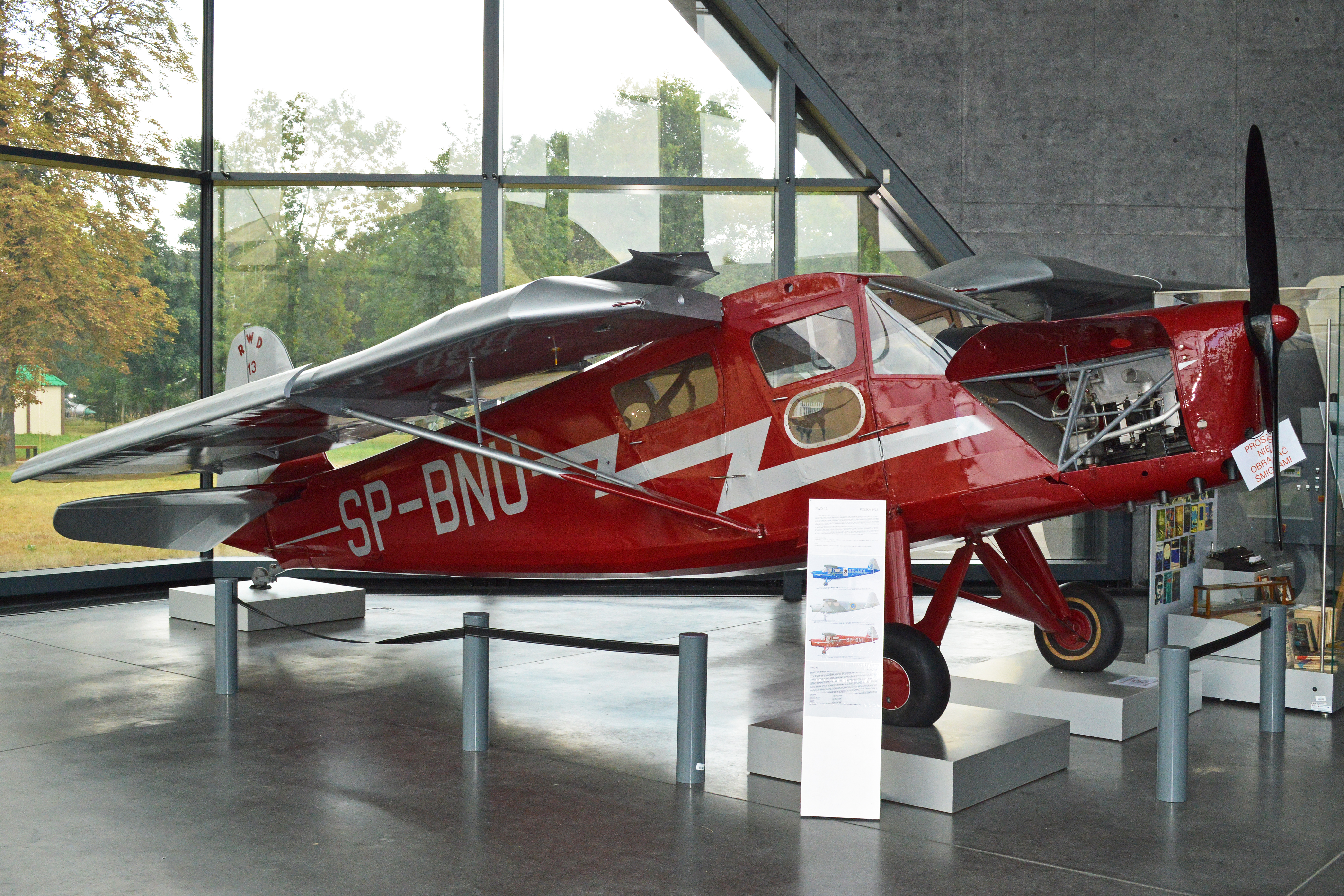
RWD-13 im Luftfahrtmuseum Krakau

Die RWD-13 war ein Schulterdecker in Gemischtbauweise. Der Rumpf bestand aus stoffbespannten Stahlrohr mit rechteckigem Querschnitt. Die zwei vorderen Sitzplätze besaßen Doppelsteuerung, der dritte Sitz befand sich dahinter und war durch eine separate Tür erreichbar. Der abgestrebte Tragflügel verfügte über zwei Holme, Landeklappen und Schlitzquerruder. Er bestand aus einem Holzrahmen und war im vorderen Bereich sperrholzbeplankt und dahinter stoffbespannt. In ihm waren auch die beiden Kraftstofftanks mit insgesamt 140 l Volumen untergebracht. Das Leitwerk war freitragend und bestand ebenfalls aus Holz mit Sperrholz und Stoff. Das Fahrwerk war starr, ölpneumatisch gefedert und besaß einen Hecksporn.

## Lizenzproduktion
Die Wiener-Neustädter Flugzeugwerke (WNF) stellten 1937 bis 1938 drei RWD-13S für das österreichische Bundesheer her. Ebenso bauten die Rogožarski-Werke in Belgrad 1939 sechs RWD 13S für die jugoslawische Luftwaffe.

## Militärische Nutzer

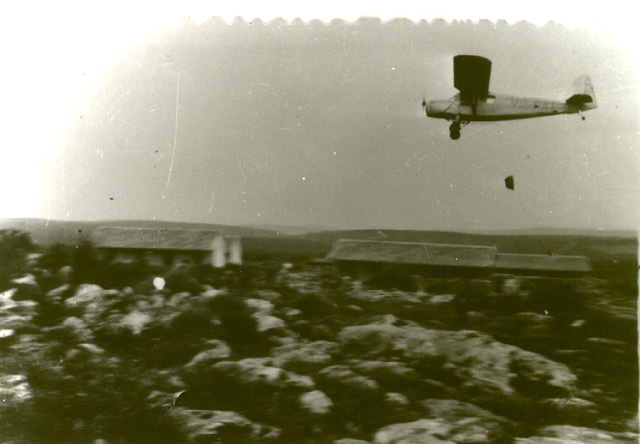
Eine israelische RWD-13 wirft im Palästinakrieg Nachschub ab (Januar 1948)

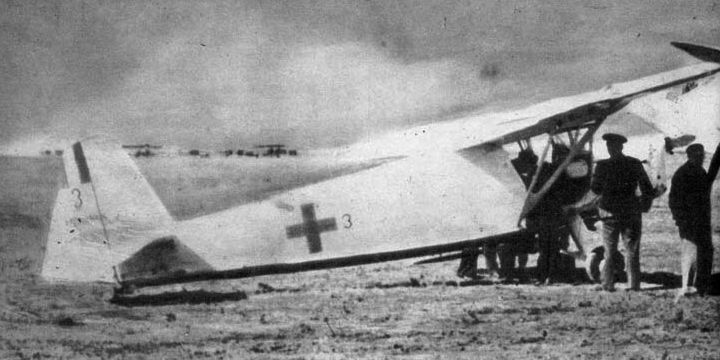
Eine rumänische RWD-13S im Zweiten Weltkrieg

BrasilienBrasilianische Luftstreitkräfte
 EstlandEstnische Luftstreitkräfte 1 Exemplar
 Unabhängiger Staat KroatienLuftwaffe des unabhängigen Staates Kroatien, 1 Exemplar der ehem. königlichen Jugoslawischen Luftwaffe
 Deutsches ReichLuftwaffe einige Exemplare
 IsraelIsraelische Luftstreitkräfte 2 Exemplare
 JugoslawienJugoslawische Luftstreitkräfte, 4 Exemplare
 PolenPolnische Luftstreitkräfte
 RumänienRumänische Luftstreitkräfte
 SchwedenSchwedische Luftstreitkräfte 1 Exemplar ab 1939 zur Evaluierung als Tp 11
 SpanienSpanische Luftstreitkräfte

## Technische Daten

Dreiseitenriss

| Kenngröße             | Daten                                            |
| --------------------- | ------------------------------------------------ |
| Besatzung             | 1–2                                              |
| Passagiere            | 1–2                                              |
| Länge                 | 7,85 m                                           |
| Spannweite            | 11,50 m                                          |
| Höhe                  | 2,05 m                                           |
| Flügelfläche          | 16,0 m²                                          |
| Flügelstreckung       | 8,3                                              |
| Antrieb               | ein Reihenmotor Gipsy Major I mit 97 kW (132 PS) |
| Tankvolumen           | 140 l                                            |
| Höchstgeschwindigkeit | 210 km/h in Bodennähe                            |
| Reisegeschwindigkeit  | 187 km/h                                         |
| Landegeschwindigkeit  | 60 km/h                                          |
| Steigleistung         | 3,4 m/s                                          |
| Steigzeit             | 4,4 min auf 1000 m Höhe                          |
| Dienstgipfelhöhe      | 4200 m                                           |
| Reichweite            | 900 km                                           |
| Leermasse             | 530 kg                                           |
| Zuladung              | 360 kg                                           |
| Startmasse            | normal 890 kg maximal 930 kg                     |
| Flächenbelastung      | 55,6 kg/m²                                       |
| Leistungsbelastung    | 6,8 kg/PS                                        |
| Flächenleistung       | 8,1 PS/m²                                        |